# راي إمري
راي إمري (بالإنجليزية: Ray Emery)‏ (و. 1982 – 2018 م) هو لاعب هوكي الجليد  كندي، ولد في هاميلتون، مركز لعبه هو حارس مرمى ‏، توفي في هاميلتون، عن عمر يناهز 36 عاماً ، بسبب غرق.

## جوائز
حصل على جوائز منها:
- William M. Jennings Trophy [الإنجليزية]‏ في 2013[8][9]
- كأس ستانلي